# Neoptolomeu (general)
Neoptolomeu Orôntida da Arménia foi um general e governante do Reino da Arménia onde reinou na vigência da dinastia orôntida embora não seja considerado dinástico. Reinou de 323 a.C. e 321 a.C. foi antecedido nos comandos do reino por Pérdicas e foi sucedido no trono por Eumenes de Cardia.
Neoptolomeu era um dos generais de Alexandre.
Pérdicas, quando se tornou o regente do império de Alexandre, enviou Eumenes para organizar a Armênia, que estava em confusão por causa de Neoptolomeu. Enquanto Neoptolomeu era orgulhoso e gostava de ostentação, Eumenes organizou a cavalaria de nativos, dando imunidade a tributos.
Quando Crátero e Antípatro, após haverem derrotado a rebelião dos gregos, se dirigiram à Ásia para lutar contra Pérdicas, este indicou Eumenes comandante das forças da Capadócia e Armênia,  e mandou que Alcetas  e Neoptolomeu obedecessem a Eumenes. Alcetas se recusou a combater, com o argumento de que os macedônios da tropa poderiam passar para o lado de Crátero e Antípatro, mas Neoptolomeu planejou traição, mas foi detectado, e preparou-se para a batalha. A infantaria de Eumenes foi derrotada, mas sua cavalaria venceu e pôs as tropas de Neoptolomeu em fuga, e ele capturou e exigiu a rendição das tropas.
Neoptolomeu, com o resto de suas tropas, se refugiou com Crátero e Antípatro.
Crátero e Antípatro dividiram o exército: Antípatro foi para a Cilícia, e Crátero e Neoptolomeu foram atacar Eumenes.
Na batalha, Eumenes escolheu opor sua unidade pessoal contra a de Neoptolomeu; eles, que se odiavam, lutaram em combate singular, mas, mesmo sendo ferido, Eumenes matou Neoptolomeu. Nesta batalha, que Eumenes venceu, também morreu Crátero; ao contrário de Neoptolomeu, sua morte foi lamentada por Eumenes.